# Max Franz
Max Franz, född 1 september 1989, är en österrikisk alpin skidåkare som har tävlat i världscupen sedan november 2009 och tävlar för klubben SV Weissbriach Ski Sektion - Kaern. Han tävlar främst i fartgrenarna störtlopp och super-G.
Franz har i världscupsammanhang kommit på pallen två gånger, det var i störtloppet i Lake Louise den 24 november 2012 då han kom tvåa, efter norrmannen Aksel Lund Svindal. Den 26 januari 2014 kom Franz trea i super-G-loppet i österrikiska Kitzbühel.
Franz har deltagit i ett mästerskap, VM 2013 i Schladming. Hans bästa resultat blev en 23:e plats i störtloppet, vilket också var den enda tävling han deltog i. Han tävlade i junior-VM 2009 i Garmisch-Partenkirchen, här är en sjundeplats i störtloppet det bästa resultatet.